# Telê Santana
Telê Santana da Silva (ur. 26 lipca 1931 w Itabirito, zm. 21 kwietnia 2006 w Belo Horizonte) – brazylijski piłkarz i trener piłkarski.

## Kariera piłkarska
Santana w swojej karierze grał w takich klubach jak Fluminense FC, Guarani FC, Madureira oraz CR Vasco da Gama.

## Kariera trenerska
Był trenerem reprezentacji Brazylii na mistrzostwach świata w 1982, gdzie Brazylia przegrała w drugiej rundzie z Włochami. Po mistrzostwach przebywał w Arabii Saudyjskiej. Do Brazylii powrócił w 1985 roku i został ponownie trenerem reprezentacji, którą doprowadził do 1/4 finału na mistrzostwach świata w 1986 roku.
Na początku lat 90. XX wieku był trenerem Atletico Mineiro. trenował klub São Paulo FC, z którym zdobył Copa Libertadores oraz Puchar Interkontynentalny w 1992 i 1993 roku. Był także szkoleniowcem Fluminense FC, CR Flamengo, SE Palmeiras i Grêmio Foot-Ball Porto Alegrense.

## Choroba
Zrezygnował z pracy trenerskiej na skutek udaru, którego doznał w 1996 roku. W 2003 roku amputowano mu lewą nogę na skutek postępującej choroby. Był intensywnie leczony w szpitalu od 25 marca 2006 roku.